# Puente de Xihoumen
El puente de Xihoumen es un puente colgante construido dentro de la provincia de Zhejiang en el archipiélago de Zhoushan, el mayor grupo de islas mar adentro en China. El vano central se completó en diciembre de 2007. El puente estaba programado para completarse en octubre del 2009 pero debido a un pequeño daño producido por el choque de un barco, su apertura se retrasó hasta el 25 de diciembre de 2009. Es el segundo puente colgante más largo clasificado por la longitud del vano central.
La suspensión del puente colgante es de 5,3 kilómetros de largo, teniendo 2,6 kilómetros de largo principal con un vano central de 1650 metros. Los enfoques alcanzan 2,7 kilómetros. Cuando comenzó a construirse, sólo había un puente con un tramo mayor, el Gran Puente de Akashi Kaikyō, en Japón. Sin embargo, hoy en día hay varios otros puentes en proyecto o en construcción que también serán mayores.
El puente fue construido por la provincia de Zhejiang, a un costo de 2,48 millones de yuanes (unos 363 millones dólares). La construcción comenzó en el 2005, el primer tráfico cruzó el puente el 16 de diciembre de 2007, a las 11:18 horas, hora local.
El puente cruza la bahía de Hangzhou y enlaza la isla de Jintang a la isla de Cezi. Otro puente proyectado, el Puente de Jintang de 27 kilómetros de longitud, unirá la isla de Jintang y Zhenhai de Ningbo. Los dos puentes son la segunda fase de un gran proyecto iniciado en 1999 para conectar el archipiélago de Zhoushan a la parte continental con cinco puentes. La construcción de los otros tres puentes ya se ha completado.